# Janet Barrowman

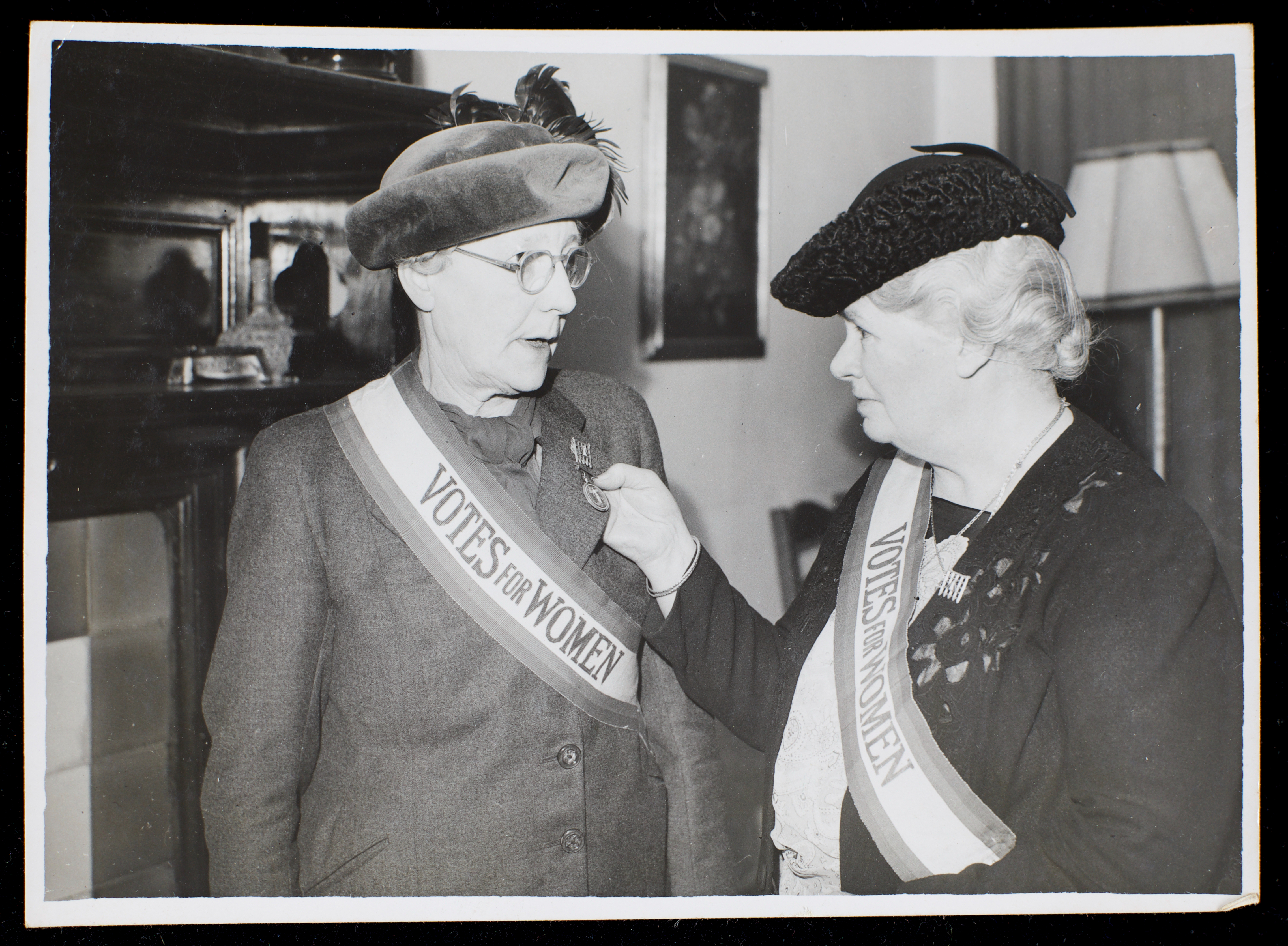
Janet Barrowman (links) mit Helen Crawfurd, 1949

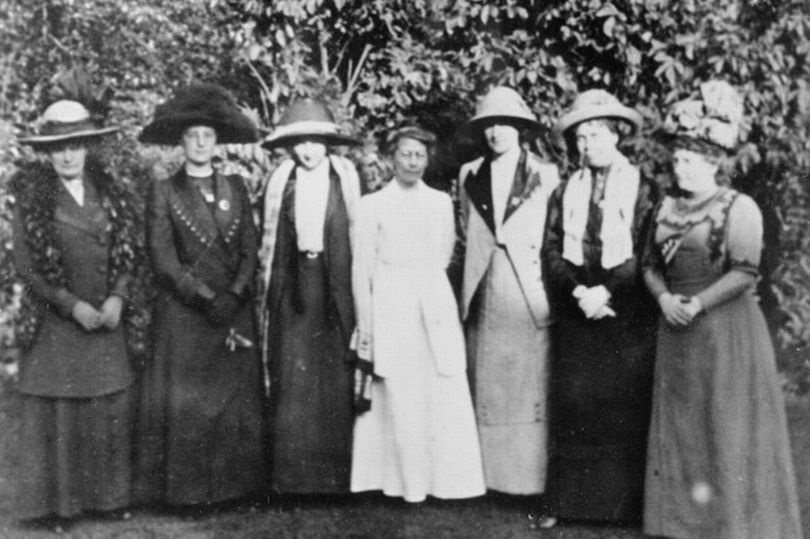
Helen Crawfurd, Janet Barrowman, Margaret McPhun, Mrs A. A. Wilson, Frances McPhun, Nancy A. John und Annie S. Swan (von links nach rechts), 1912

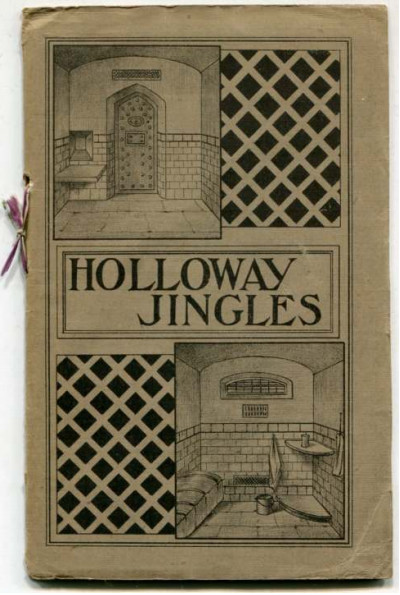
Holloway Jingles, 1912

Janet Barrowman (* 1879 in Glasgow; † 1955 ebenda) war eine schottisch-britische Suffragette.

## Leben
Barrowman wurde als älteste Tochter eines Glasgower Kalkhändlers geboren. Sie hatte einen jüngeren Bruder, Barclay, und mindestens eine Schwester, Mary, die ebenfalls für das Frauenwahlrecht aktiv war, aber nicht militant wurde.
Um 1901 begann Barrowman als Angestellte bei dem Seifenhersteller Joseph Watson & Sons zu arbeiten, wo sie 1912 als Chief Clerk arbeitete, mit regelmäßiger Verantwortung für das schottische Geschäft. Mit ihrem Lohn unterstützte sie ihre verwitwete Mutter und ihre jüngeren Geschwister.
Barrowman wurde aktives Mitglied der Women’s Social and Political Union (WPSU). Anfang März 1912 nahm Barrowman sich zwei Tage Urlaub und beteiligte sich zusammen mit über 100 anderen Frauen an einer Protestaktion der WSPU in Form von Einschlagen von Schaufenstern im Zentrum Londons. Die Frauen verbargen große Steine und Hämmer unter ihren Röcken und zerstörten in einer koordinierten Aktion Schaufenster in der Regent Street, der Oxford Street und in der Umgebung. Anschließend warteten die Frauen geduldig und ruhig auf das Eintreffen der Polizei. Während dadurch die Aufmerksamkeit der Polizei gebunden war, gelang es Emmeline Pankhurst und drei anderen, nahe genug an 10 Downing Street heranzukommen, um auch dort Steine durch vier der Fenster zu werfen. 
Barrowman wurde verhaftet und angeklagt, weil sie eine Scheibe der Kommunalverwaltung im Wert von 4 Schilling eingeschlagen hatte. Wie die anderen Frauen erhielt sie eine überlange Strafe von zwei Monaten. Ihr Vorgesetzter bei Joseph Watson & Sons, David Wilkie, wandte sich schriftlich an seinen Anwalt, James Orr, um in ihrem Namen zu intervenieren, da die Strafe in keinem Verhältnis zu dem Verbrechen stand. Er schildert seine Auffassung, dass Barrowman von den Führerinnen der Bewegung in die Irre geführt worden sei, und seine Befürchtung, dass die Inhaftierung ihre Gesundheit und die ihrer Mutter beeinträchtigen und zu ihrer Entlassung aus dem Unternehmen führen würde. Trotz dieser Bemühungen musste sie die volle Strafe verbüßen. Da sie ihr maximales Urlaubskontingent überschritten hatte, verlor sie ihren Arbeitsplatz.
Während ihrer Inhaftierung im Holloway Prison arbeitete Barrowman mit Nancy John zusammen, um Gedichte, die von Mitgefangenen geschrieben worden waren, aus Holloway herauszuschmuggeln. Diese wurden 1912 vom Glasgower Zweig der WSPU als Holloway Jingles veröffentlicht. Barrowmans Exemplar des Gedichtbandes wurde 1947 Charity Taylor, der Direktorin des Holloway Prison, geschenkt und 2018 vom Buchantiquariat Pickering & Chatto versteigert.
Nach ihrer Freilassung beteiligte sich nicht mehr an militanten Aktionen und fand eine neue Anstellung als Speditionsangestellte, die sie bis zu ihrer Pensionierung ausübte. Sie blieb aber für die Sache aktiv und war während des Krieges die Sekretärin für den Glasgower Zweig der Independent WSPU. Barrowman ist in der sogenannten Roll of Honour of Suffragette Prisoners der Suffragette Fellowship aufgeführt.
Barrowman hatte eine Sammlung von Erinnerungsstücken an die Suffragetten, die nach ihrem Tod 1955 den Museen von Glasgow vermachte.
Der Historiker Brian Harrison führte zwei Oral-History-Interviews mit  Barrowmans Bruder Barclay und ihrer Cousine Marion Thomas im Rahmen des Suffrage-Interviews-Projekts Oral evidence on the suffragette and suffragist movements: the Brian Harrison interviews. Barclay Barrowman beschreibt im März 1976 das Leben der Familie Barrowman sowie Barrowmans Charakter, Aussehen, Politik, Interessen und Hobbys. Im Interview mit ihrer Cousine im Juli 1977 ging es um Janets Beziehung zu ihrer älteren Schwester Mary.